# OneWorryLess Foundation

Logo der OneWorryLess Foundation auf ihrem Twitteraccount

Die OneWorryLess Foundation ist eine Stiftung mit Sitz in Amsterdam (Niederlande) und Berlin. Ihr Ziel ist es, die gesellschaftliche Teilhabe von Armut betroffener oder gefährdeter Menschen zu fördern. Sie unterstützt Hilfesuchende durch eigene und vermittelte Angebote. Sie sieht sich dem europäischen Gedanken verbunden, wenngleich sie bis dato vorwiegend in Deutschland und nur deutschsprachig agiert. Sie ist bislang hauptsächlich aber nicht ausschließlich auf dem sozialen Netzwerk Twitter aktiv.

## Geschichte und Selbstverständnis
Die Stiftung geht auf die seit 2018 bestehende Initiative EineSorgeWeniger zurück, die von Natalie Schöttler, Konstantin Seefeldt und Mona Schiller ins Leben gerufen wurde und sich über das Soziale Netzwerk Twitter organisiert. Schöttler, Seefeldt und Schiller starteten die Initiative im Jahr 2018 als Reaktion auf einen Artikel von Christian Baron in der Wochenzeitung der Freitag, in der er darüber sprach, dass er in seiner Familie der erste war, der Abitur machte. Mit seinem Artikel rief er und der Freitag Leserinnen und Leser dazu auf, über Twitter von sozialer Abwertung zu berichten. Im Zuge der Debatte und als Reaktion auf die Berichte von Armutsbetroffenen entstand die Idee als private Initiative EineSorgeWeniger kurz vor Weihnachten, um Hilfe und Unterstützung für Betroffene anzubieten. EineSorgeWeniger vernetzte sich mit weiteren Initiativen und Vereinen, wie Computertruhe, KeinerBleibtAllein und Sanktionsfrei. Unterstützt wurde EineSorgeWeniger zudem von Inge Hannemann. 2019 hatte die Initiative 3.000 Follower auf Twitter und wurde von der Tageszeitung taz unter Verwendung der Zuschreibung „Digitale Sozialrebellen“ als zu der Zeit „nach wie vor eine kleinere Initiative“ beschrieben.
Die OneWorryLess Foundation wurde schließlich im Oktober 2020 in den Niederlanden, dem Wohnort von Konstantin Seefeldt gegründet, zusammen mit Natalie Schöttler und Mona Schiller, um die Arbeit der Initiative zu institutionalisieren. CEO ist Konstantin Seefeldt. Natalie Schöttler, mit der er die Geschäfte gemeinsam führt, ist CFO. Ramona Schiller ist COO. Mitgründer Seefeldt formulierte das Ziel, durch die Stiftung „auch stärker politisch Einfluss auszuüben. Denn wir können zwar vereinzelt helfen, aber um wirklich etwas zu bewegen, müssen die Ursachen von Armut strukturell angegangen werden.“
Die Finanzierung der Stiftungsarbeit läuft nach eigenen Angaben ähnlich einer Bürgerstiftung via Crowdfunding ausschließlich mit Klein- und Kleinstspenden sowie Sachspenden von Privatpersonen, Organisationen und Unternehmen.

## Engagement

### Geld- und Sachspenden
Über die Initiative EineSorgeWeniger werden Geld- und Sachspenden an Armutsbetroffene vermittelt, wie etwa Lebensmittel, Essensgutscheine, Kleidung, gebrauchte Haushaltsgeräte oder Geld für Fahrscheine. Unter dem Hashtag #Bratenpaten verfolgt sie das Ziel, bei der Versorgung mit Lebensmitteln vor allem zum Monatsende beizutragen und zu den Feiertagen ein Weihnachtsessen zu ermöglichen. Bis Oktober 2020 konnten über 50.000 Euro an Spenden eingesammelt werden. In einem Interview mit der Welt erzählte Mitgründer Konstantin Seefeldt rückblickend auf der erste Quartal 2022 mit Blick auf den Ukraine-Krieg und die Inflation: „Normalerweise vergeben wir Essensgutscheine im Wert von etwa 1000 Euro im Monat, nun sind es fast 4000 Euro.“
In der Münchner Runde im Bayerischen Fernsehen berichtete Jörg Mertens vom Engagement der Stiftung in Bezug auf die Teilhabe an Bildung, als es um Laptops, Tablets und Smartphones für Schülerinnen und Schüler von armutsbetroffenen Familien ging: „die #Technikpaten versuchen monatlich, wöchentlich und täglich Geräte zur Verfügung zu stellen, denn sonst müsste mit alter, klappriger Technik gelernt werden.“
Am 20. Mai rief die Stiftung auf ihrem Twitter-Account dazu auf, von Armut betroffenen Menschen ein 9-Euro-Ticket zu kaufen und abzugeben. Gesuche wie auch Angebote sollten unter dem Hashtag #Ticketpaten veröffentlicht werden, so dass beide Seiten auf diesem Weg zusammenfinden konnten. Zur Resonanz sagte Konstantin Seefeldt: „Als wir die Idee gepostet haben, gab es viele Kommentare von Menschen, die gar nicht auf dem Schirm hatten, gar nicht wahrgenommen haben, dass selbst diese neun Euro für viele ein großes Problem darstellen. Und insofern ist die Idee ganz einfach, Menschen, die helfen können, und Menschen, die da Unterstützung benötigen, zusammenzubringen, Solidarität zeigen.“

### Sichtbarmachung und Mobilisierung
Die Stiftung möchte für das Bestehen von Armut und deren Folgen sensibilisieren. Erklärtes Ziel ist es, Folgen von Armut sichtbarer zu machen, um so letztlich politische Veränderungen zu erreichen. Auch besteht das Ziel, Stigmata zu überwinden und Armutsbetroffene durch Empowerment zu mobilisieren. Die Geld- und Sachspenden werden nicht als dauerhafte Lösung angesehen. Gründer Seefeldt bekräftige gegenüber watson: „Almosen haben nichts mit einem Leben in Würde zu tun.“ Dem Sozialstaat müsse mehr Geld zur Verfügung stehen.
Die Stiftung schlug unter anderem den Hashtag #EinWortMehr vor, unter dem Menschen von ihren Armutserfahrungen berichten sollen. Ferner unterstützte sie die Aktion IchBinArmutsbetroffen, die im Mai 2022 als Hashtag auf Twitter begann, bei der Organisation und Finanzierung von Protestaktionen in den verschiedenen Städten in Deutschland und Österreich sowie der medialen Begleitung.

## Kritik
Die Initiative EineSorgeWeniger wurde dafür kritisiert, ähnlich wie die Tafeln, durch Sach- und Geldspenden das bestehende unzureichende Sozialsystem zu zementieren und damit zu seiner Aufrechterhaltung beizutragen. Konstantin Seefeldt erwiderte darauf: „Es geht eben nicht darum, das System dabei zu unterstützen, sich selbst weiter abzubauen. Die Leute sollen alle noch vorhandenen Möglichkeiten kennen, und wir übernehmen Sachen, wo es ein Loch gibt. Das machen wir öffentlich, damit die Löcher sichtbar sind. Der Sozialstaat trägt Verantwortung.“